# Ниязалиев, Алишер Абдулхакимович
Алишер Абдулхакимович Ниязалиев (Ниёзалиев) (1 декабря 1982) — узбекский футболист, крайний полузащитник.

## Биография
В высшей лиге Узбекистана дебютировал в 2001 году в составе самаркандского «Динамо». Затем играл за ряд других клубов высшего дивизиона — «Металлург» (Бекабад), «Навбахор», «Локомотив» (Ташкент), «Бухара», нигде не закрепляясь надолго. Всего в высшей лиге Узбекистана сыграл 38 матчей. Также играл за клубы первой лиги, в том числе за «Актепа».
В 2008 году перешёл в киргизский клуб «Нефтчи» (Кочкор-Ата). Затем играл в чемпионате Кыргызстана за «Жаштык-Ак-Алтын» и «Алай», становился лучшим бомбардиром обеих этих команд в каждом сезоне. В составе «Жаштыка» в 2009 году стал бронзовым призёром и вошёл в топ-5 спора бомбардиров чемпионата с 9 мячами. В 2011 году включён в символическую сборную легионеров чемпионата и в список 10 лучших трансферов сезона по версии ФФКР.
В 2012—2013 годах играл за любительские клубы Москвы по футболу 8х8.